# Боровничар
Боровничар (лат. Agriades optilete) врста је лептира из породице плаваца (лат. Lycaenidae). 

## Изглед
Распон крила му је 23–30 милиметара. Крила су широка и заобљена.

## Распрострањење
Погодује му нешто хладнија клима, тако да насељава северну Европу док је одсутан у јужној, деловима средње и на Британским острвима. Код нас је налажен само у високопланинском појасу Шар планине.

## Биологија
Лептири лете од јуна до августа.
Гусеница је светлозелена и храни се црнозрном боровницом (Vaccinium uliginosum).

## Галерија
- мужјак
- одозго
- одоздо
- одоздо